# 鹿児島市立谷山中学校
鹿児島市立谷山中学校（かごしましりつ たにやまちゅうがっこう 英語: Taniyama Junior High School）は、鹿児島県鹿児島市谷山中央八丁目にある市立中学校。略称は「谷中」（タニチュウ）。

## 概要
学級数は1学年8、9学級で、県下でも生徒数の多い学校の1つである。東谷山中学校や谷山北中学校と混同を避けるため、「タニチュウ」と呼ばれる。
付近には鹿児島県立鹿児島南高等学校や鹿児島県立開陽高等学校、鹿児島県立盲学校が所在している。

## 沿革
- 1947年（昭和22年）5月 - 谷山町立谷山第一中学校として設置される[1]。
- 1949年（昭和24年）4月 - 谷山町立谷山中学校に改称[2]。
- 1958年（昭和33年）10月 - 谷山町が単独市制施行し谷山市となったのに伴い、谷山市立谷山中学校に改称。
- 1967年（昭和42年）4月 - 谷山市が鹿児島市と新設合併し鹿児島市となったのに伴い、鹿児島市立谷山中学校に改称。
- 1980年（昭和55年）4月 - 当校から鹿児島市立東谷山中学校を分割する。
- 2007年（平成19年）11月 - 60周年記念式典が行われる

## 部活動
- 野球
- サッカー
- バスケットボール（男・女）
- ハンドボール（男・女）
- ソフトテニス（男・女）
- 卓球（男・女）
- バレーボール（男・女）
- 剣道
- 弓道
- 柔道
- 女子バドミントン
- 陸上
- 吹奏楽
- 美術
- 女子ソフトボール

## 通学区域
谷山中学校の通学区域には以下の町丁の区域が指定されている。
- 中山町のうち西谷山小校区の全域
- 上福元町のうち西谷山小及び谷山小校区の全域
- 下福元町のうち西谷山小及び谷山小校区の全域
- 谷山中央一丁目から谷山中央七丁目までの全域
- 卸本町のうち谷山小校区の全域
- 南栄一丁目から南栄三丁目の全域

## 著名な関係者

### 出身者
- 有薗真吾（サッカー選手）
- 西郷輝彦（タレント）
- 迫田さおり（バレーボール選手）[4]
- YANAGIMAN（音楽プロデューサー、作曲家、編曲家、ベーシスト）

## 関連事項
- 鹿児島県中学校一覧